# Guennadi Glakhteev
Guennadi Glakhteev (ГеннадиЙ Александрович Глахтеев) est un artiste peintre russe né le 30 mai 1939 à Kondol dans l'oblast de Penza et installé à Orenbourg où il est vu comme étant le chef de file des artistes dits de « l'Académie Sadky ».

## Biographie

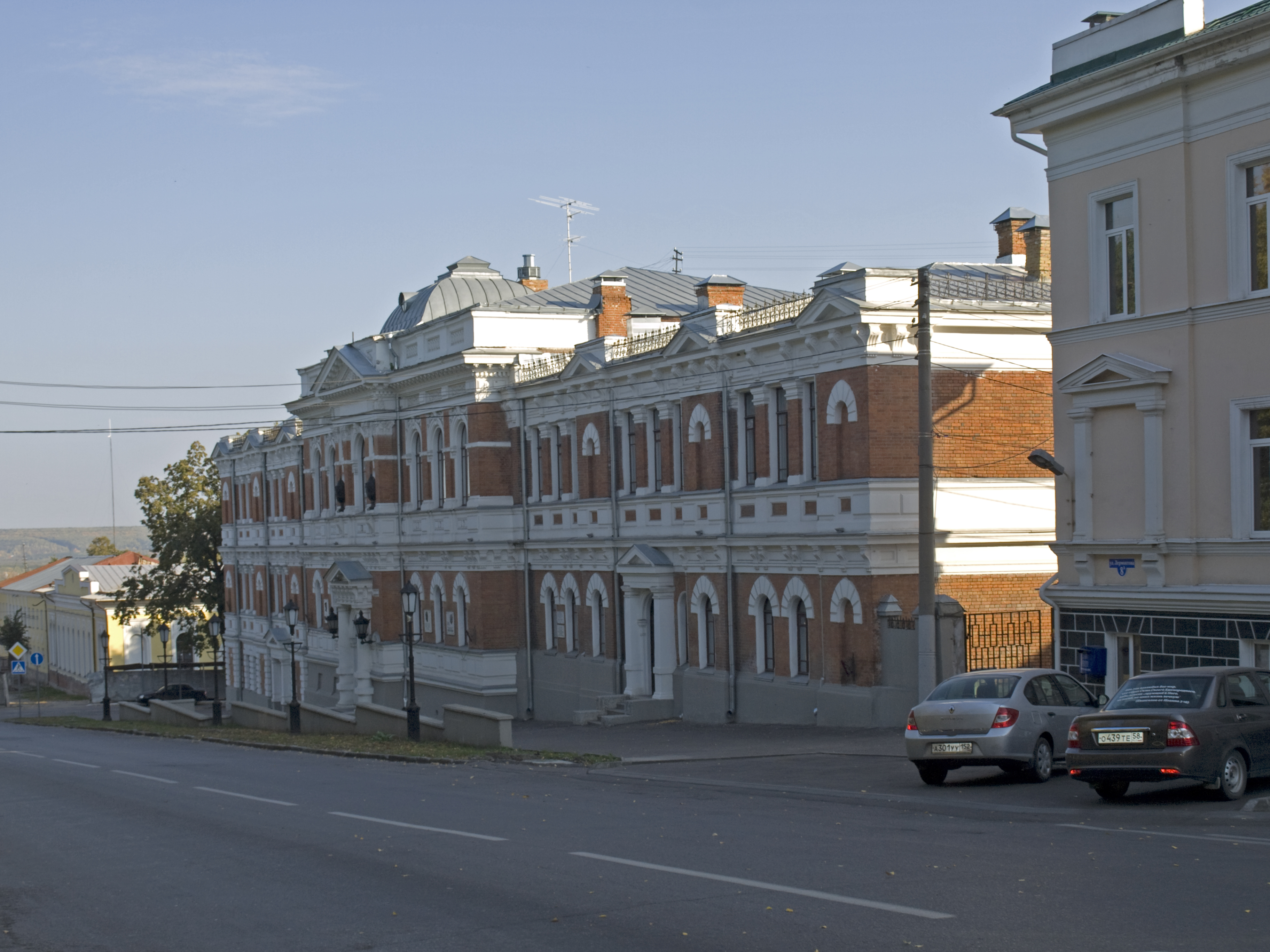
École d'art Konstantin-Savitsky, Penza

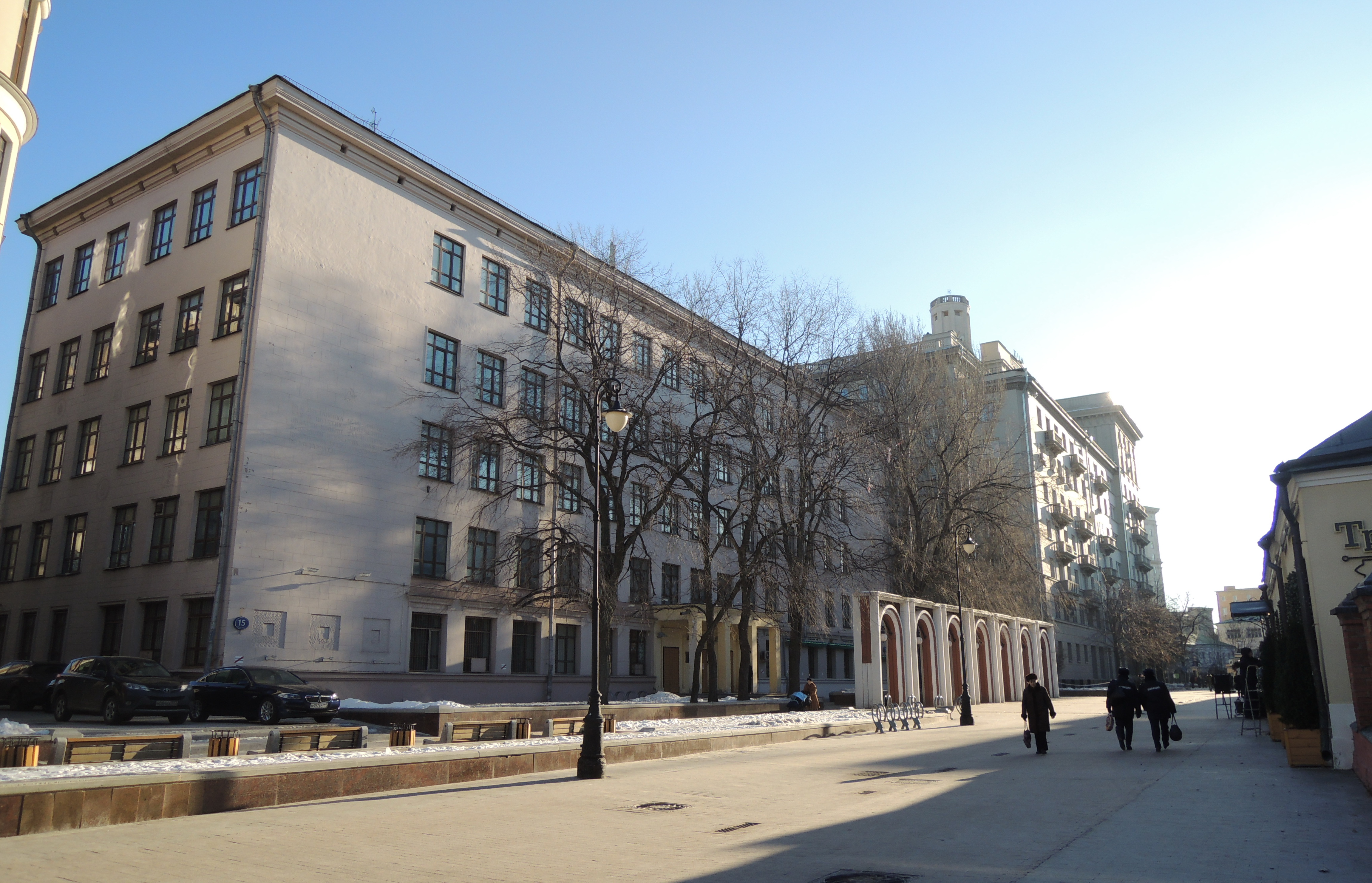
Institut des Beaux-Arts Vassili-Ivanovitch-Sourikov, Moscou

Guennadi Alexandrovitch Glakhteev est successivement élève de l'École d'art Konstantin-Savitsky de Penza dont il est diplômé en 1959, puis, jusqu'en 1965 - période au cours de laquelle il voyage dans les Pays baltes, en Asie centrale et dans le Caucase -, de l'Institut des Beaux-Arts Vassili-Ivanovitch-Sourikov (ru) de Moscou. il est à partir de 1970 membre de l'Union des peintres de l'U.R.S.S..

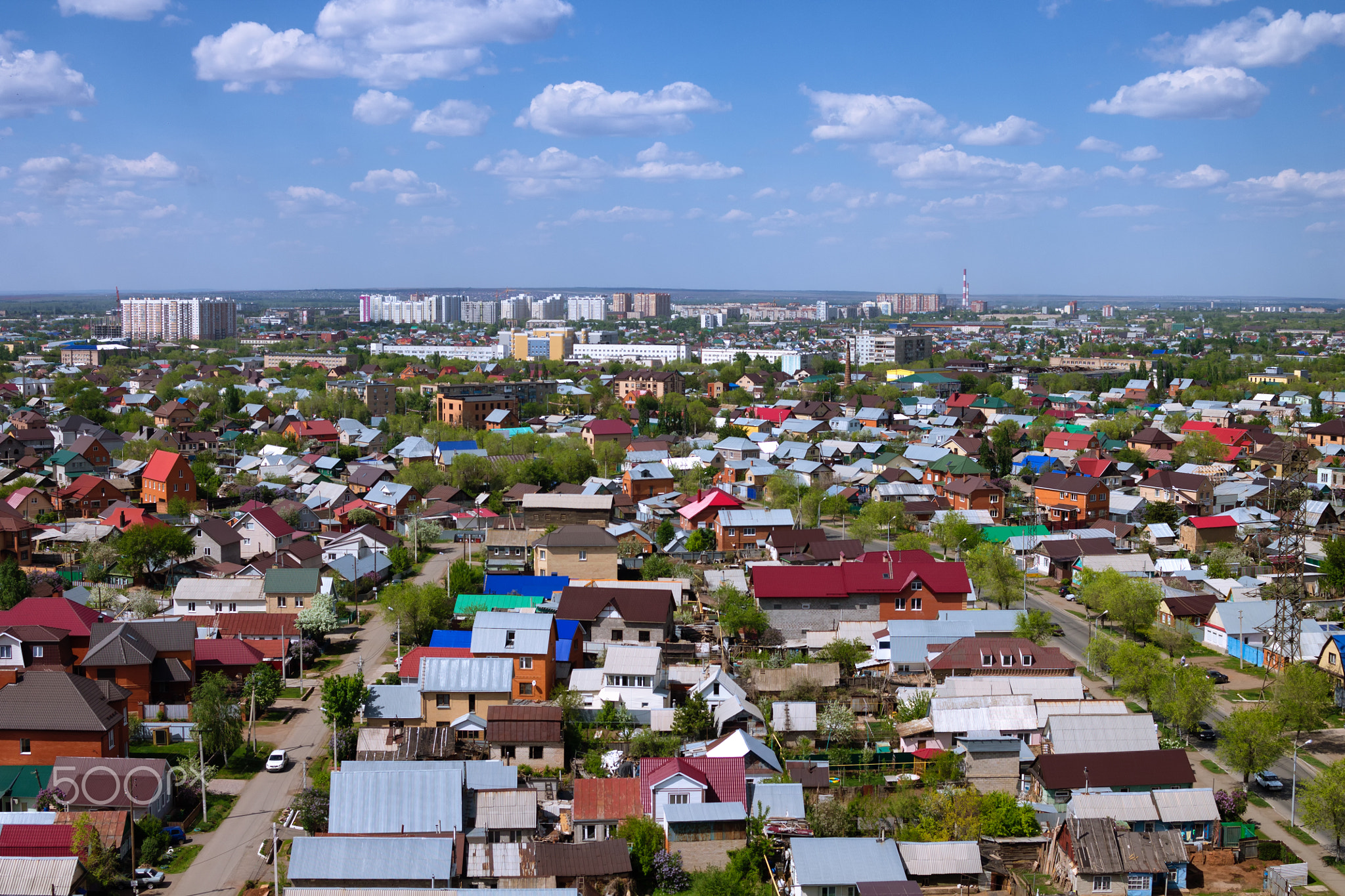
Orenbourg

Il s'installe à Orenbourg en 1970 où, restitue Albina Calvin, il va alors rapidement fonder et prendre la tête de l'Académie de Sadky, la seule association d'artistes qui se soit formée dans la région d'Orenbourg. Ces artistes qu'unit leur opposition au réalisme socialiste officiel - on évoque même à leur propos un « art de catacombes exécuté dans des caves ou des appentis inconnus des autorités » - et qui se rendent régulièrement au bord de la mer d'Azov, jusqu'au village de Sadky qui donne son nom à leur groupe, « ont compris les mystères de la nature, ont peint la nudité en plein air, ont débattu du travail des grands. Leur "colonne vertébrale" principale en est restée inchangée : Guennadi Glakhteev, Irina Makarova (1950-), Valéry Gazoukine (1951-), Anton Vlassenko (1940-), Vladislav Emerenko (1941-), Galina Rezanova (1936-) et Alexandre Khanine (1955-) ». On relève de fréquents portraits de Glakhteev dans les œuvres des différents membres du groupe.
Pour Claude Robert, « son intelligence, son sens poétique - il a écrit de nombreux poèmes -, sa concentration psychique lui permettant de pénétrer au plus profond du modèle et sa main infaillible, résumant les apparences en un état définitif, ne manquent pas d'avoir une influence décisive sur son entourage. Sa recherche artistique expérimentale et spéculative rompt avec le diaphragme conventionnel de l'esthétisme et se libère de la convention visuelle du réalisme académique ».

## Expositions

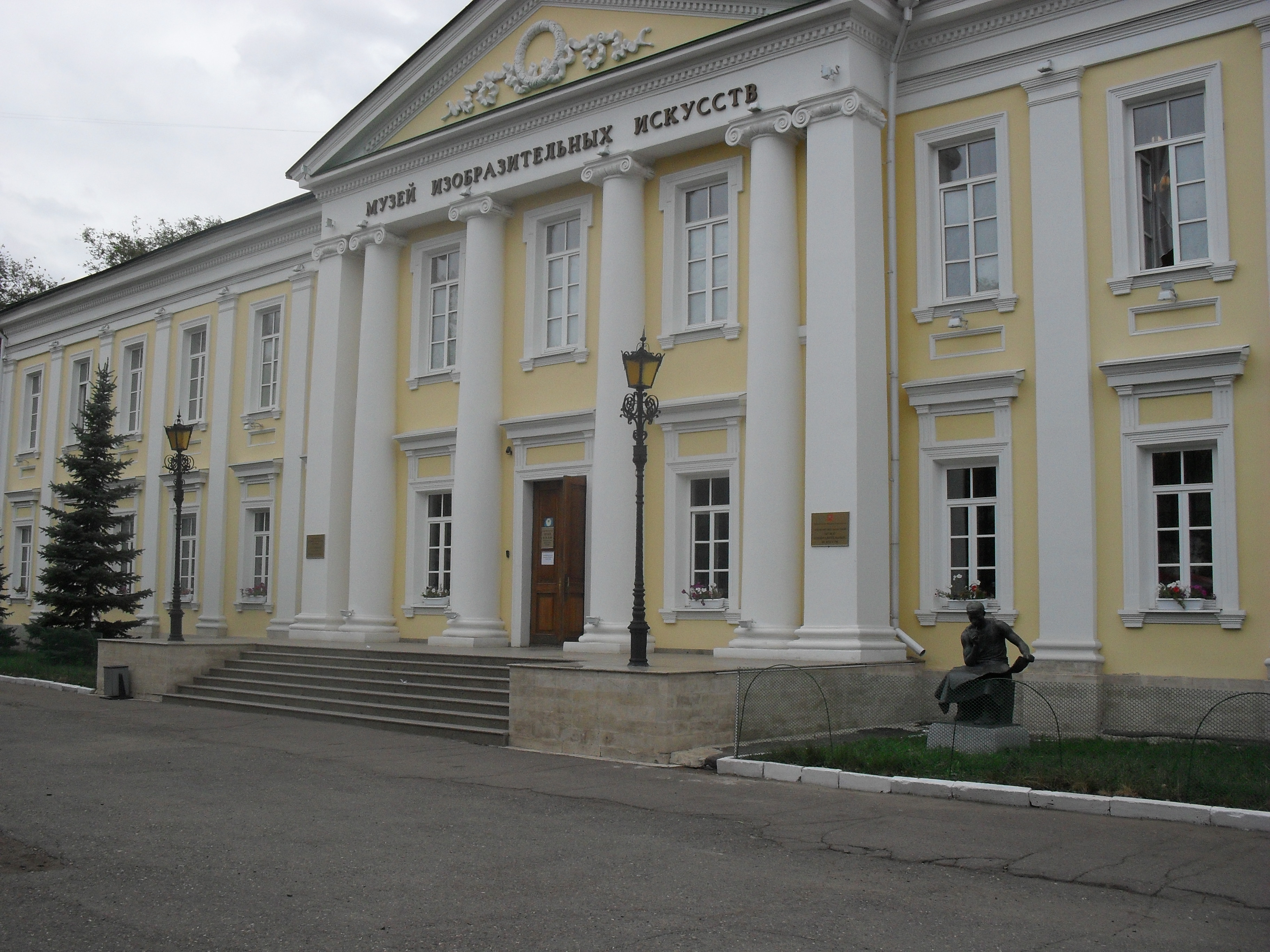
Musée des Beaux-Arts d'Orenbourg

### Expositions personnelles
- À travers les yeux de Guennadi Glakhteev, Galerie Arta, Orenbourg, 2005[1].
- Guennadi Glakhteev - Rétrospective à l'occasion de son 80e anniversaire, musée des Beaux-Arts d'Orenbourg, octobre 2019[5],[6].

### Expositions collectives
- Joël Millon et Claude Robert, Les peintres de l'Oural - L'art clandestin, Hôtel Drouot, 16 février et 30 mars 1992.
- XIe Triennale de New Delhi, 2005[1].
- O, Havana ! Transit..., Centre d'art international Glavny Prospect, Iekaterinbourg, mars-avril 2021[7].

## Citations

### Dits de Guennadi Glakhteev
- « À mes débuts, je me passionnais pour l'œuvre de Vassily Kandinsky. Pour moi, la poésie et le mystère sont fondamentaux dans les arts plastiques. Tout ce que je peins est intimement lié à mon âme et à mon jugement. » - Guennadi Glakhteev[3]

### Réception critique
- « La vitalité qui éclate dans les toiles de Glakhteev n'est pas uniquement un phénomène biologique. C'est davantage un exemple typique de ce que Bergson a appelé l'élan vital né des profondeurs troubles de la vie même. Son œuvre est fanatiquement autobiographique. Son "identification personnelle", née de la force même de sa personnalité, marque toutes ses œuvres. En donnant libre cours à sa passion pour Irina Makarova, il parvient ainsi à l'expression la plus haute, la plus vraie et la plus extrême de son être. Les œuvres de Glakhteev sur ce thème du peintre et son modèle embrassent toutes les formes imaginables de la confronation entre l'ego et l'art. » - Claude Robert[8]
- « Les influences de différents maîtres de la peinture moderne européenne se superposent ici : ses nus prennent les poses de ceux du Picasso de la période bleue, sa palette et l'organisation de ses paysages s'inspirent de Chagall, l'arabesque de la ligne fait parfois songer à celle de Matisse. » - Gérald Schurr[9]
- « Il met en scène, dans ses œuvres vivement colorées et pleines de vitalité, sa passion pour la femme peintre Irina Makarova, tour à tour vêtue et dénudée, évoquant les relations qui unissent le peintre et son modèle. L'influence du Matisse de l'époque de la danse est évidente dans la simplification synthétique du trait et des aplats de couleurs vives. » - Dictionnaire Bénézit[2]
- « Chaque œuvre de Guennadi Glakhteev, le chef de file et fondateur de l'académie de Sadki, est un petit univers. Le modèle du monde est créé dans ses œuvres à l'intersection de plusieurs espaces qui s'entremêlent. » - Albina Calvin[4]

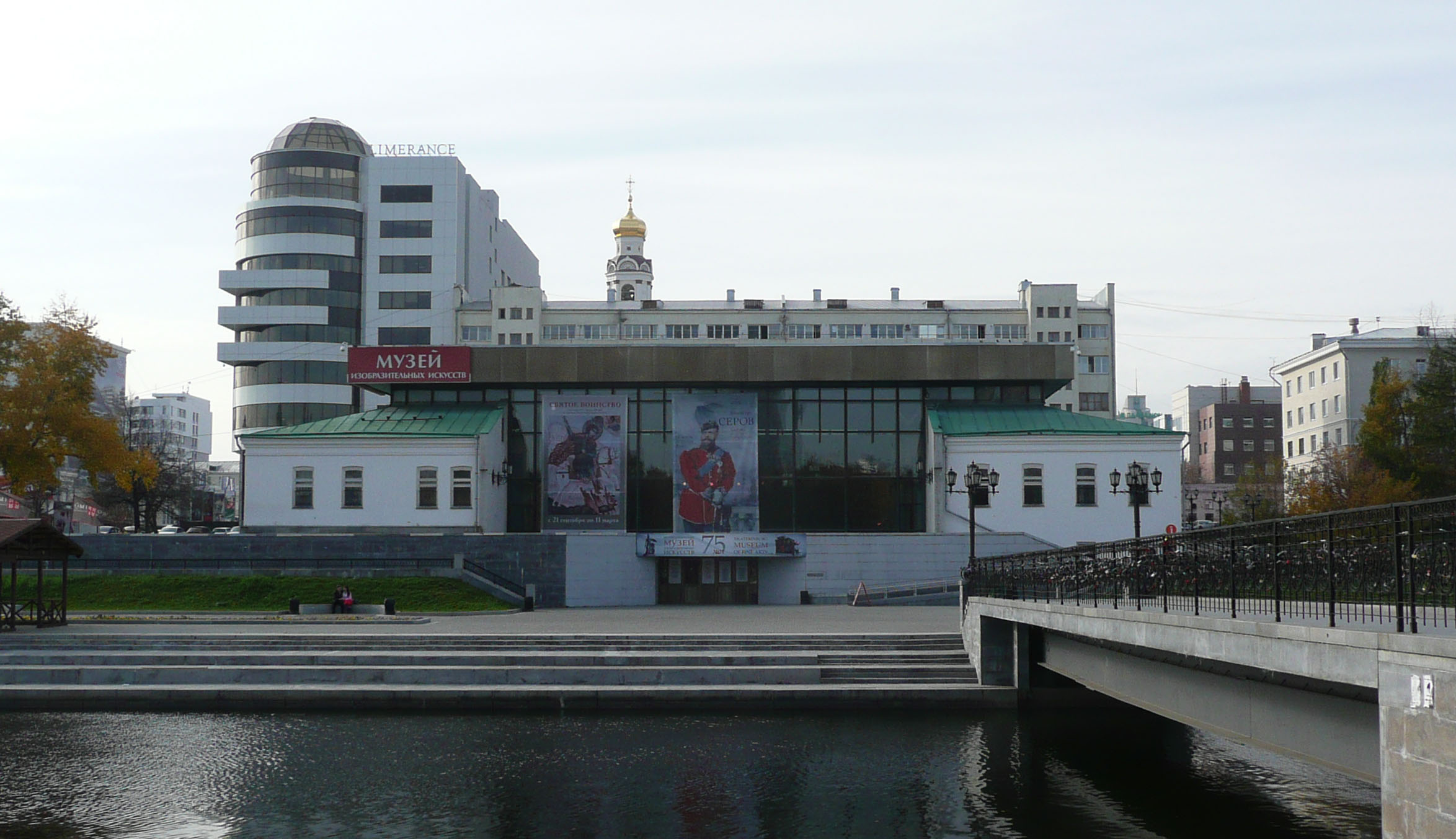
Musée des Beaux-Arts d'Iekaterinbourg

## Collections publiques
- Musée des Beaux-Arts d'Iekaterinbourg (en), Le Maître et la Marguerite, huile sur toile 75x57cm, 1989[10].
- Musée des Beaux-Arts d'Orenbourg.
- Galerie nationale d'Art de Perm, Dans la chambre rouge, huile sur toile 121x200cm, 1975[11].

## Distinctions
- Prix Lyre d'Orenbourg, 1999[1].
- Promu artiste émérite de la fédération de Russie, Guennadi Glakhteev a décliné le titre[1].